# Hermann Grimm (Oberamtmann)
Karl Hermann Grimm (* 23. Dezember 1866 in Großbottwar; † 30. Mai 1960 in Ludwigsburg) war ein württembergischer Oberamtmann.

## Leben
Grimm war der Sohn eines Kaufmanns und studierte Rechtswissenschaften in Tübingen, wobei er 1890 die erste und 1892 die zweite höhere Verwaltungsdienstprüfung ablegte.
1892 trat er in die württembergische Innenverwaltung ein. 1897 wurde er Amtmann beim Oberamt Kirchheim und 1902 Kollegialhilfsarbeiter an der Regierung des Neckarkreises in Ludwigsburg. Er erhielt 1903 den Titel Regierungsassessor und 1906 den Titel Oberamtmann. Von 1906 bis 1918 leitete er das Oberamt Welzheim und von 1918 bis 1933 das Oberamt Marbach. Zudem war er vom 15. September bis 2. Oktober 1920 Amtsverweser in Backnang. 1928 erhielt er den Titel Landrat. Am 31. Juli 1933 ging er aufgrund der Altersgrenze in den Ruhestand.
Vom 14. Dezember 1942 bis zum 31. Mai 1943 war er Angestellter des Landratsamts Ludwigsburg.
Grimm war evangelisch und seit 1886 Mitglied der Burschenschaft Palatia Tübingen im ADB, der heutigen Alten Turnerschaft Palatia Tübingen.